# Křivsoudov
Křivsoudov (Duits: Kriwsudow of Kschiwsoudow) is een Tsjechische marktstad (městys) in de regio Midden-Bohemen en maakt deel uit van het district Benešov. De stad ligt op 17 kilometer afstand van Vlašim.
Křivsoudov telt 472 inwoners (2025).

## Geografie
De gemeente bestaat uit de volgende plaatsen:
- Křivsoudov;
- Jenišovice;
- Lhota Bubeneč.

## Geschiedenis
De eerste schriftelijke vermelding van Křivsoudov dateert van 1276. Eigenaar van het plaatselijke fort was Oldřich van Říčany, burggraaf van de Praagse burcht, die van het fort een burcht maakte en een kerk liet bouwen, die werd toegewijd aan de geboorte van de Maagd Maria. In 1307 werd het Praagse bisdom eigenaar van Křivsoudov, waarna het dorp de titel van marktstad kreeg. In 1382 werd een school voor arme geestelijken opgericht.
In 1424, ook wel bekend als de Hussitische tijd, werd Beneda van Nečtin eigenaar van de stad. Na de nederlaag tijdens de Hussietenoorlogen verliet Beneda van Nečtin het land en schonk de koning Křivsoudov aan Mikuláš Trčka van Lípa. Hij en zijn nakomelingen woonden hier echter niet (ze hadden hun zetel in Lipnice nad Sázavou), en daarom raakte de burcht in verval.
In 1550 kocht Jindřich Střela van Rokyc de stad aan. Hij liet de burcht restaureren en bouwde later een herenhuis op het plein. Jindřich Střela de jongere verloor Křivsoudov tijdens een confiscatie in 1622, vlak na de Slag op de Witte Berg. In 1702 werd Jan Leopold Donát van Trautson en Falkenštejn eigenaar, die het kadastraal samenvoegde met Dolní Kralovice. In 1715 verwoestte een brand zowel de burcht als het stadje. Tijdens het bewind van Jozef II werd in Křivsoudov een weversschool opgericht en de eerste (houten) gebouwen van de basisschool. In 1807 volgde een stenen exemplaar.
Gedurende de 19e eeuw werden de prinsen van Auersperg eigenaar van Křivsoudov. Zij behielden het tot de nationalisatie na de Tweede Wereldoorlog. Daarna werden in typisch socialistische stijl flatgebouwen, een kleuterschool en een supermarkt gebouwd.
Sinds 1960 maakt Křivsoudov deel uit van het district Benešov en op 23 januari 2007 heeft de gemeente de status van marktstad teruggekregen. Het wapen van de gemeente is historisch; de vlag werd op 15 juni 2015 aan de gemeente toegekend bij besluit van de voorzitter van de Kamer van Afgevaardigden van het parlement van de Tsjechische Republiek.

## Voorzieningen
Sinds 1878 is er een vrijwillige brandweer actief in Křivsoudov. Verder zijn er onder andere een amateurtoneelclub, vrouwenclub en jagersvereniging (Káně) te vinden.

## Verkeer en vervoer

### Autowegen
De regionale weg II/150 loopt door de gemeente en verbindt Křivsoudov met Votice enerzijds en Světlá nad Sázavou anderzijds. Op vier kilometer afstand loopt snelweg D1. 

### Spoorlijnen
Er is geen station in de gemeente. Het dichtstbijzijnde station is in Zdislavice, op zo'n veertien kilometer afstand. Dat station ligt aan de spoorlijn van Benešov naar Vlašim.

### Buslijnen
Er zijn vier bushaltes in de gemeente:
| Halte                             | Lijn(en)    | Traject(en)                                                             | Vervoerder(s)                          |
| --------------------------------- | ----------- | ----------------------------------------------------------------------- | -------------------------------------- |
| Křivsoudov, Křivsoudov            | 842 843 846 | Dolní Kralovice - Vlašim Vlašim - Čechtice Čechtice - Ledeč nad Sázavou | CŠAD Benešov CŠAD Benešov CŠAD Benešov |
| Křivsoudov, Lhota Bubeneč         | 842         | Dolní Kralovice - Vlašim                                                | CŠAD Benešov                           |
| Křivsoudov, Rozchod Lhota Bubeneč | 842 846     | Dolní Kralovice - Vlašim Čechtice - Ledeč nad Sázavou                   | CŠAD Benešov CŠAD Benešov              |
| Křivsoudov, u Kostela             | 842 843 846 | Dolní Kralovice - Vlašim Vlašim - Čechtice Čechtice - Ledeč nad Sázavou | CŠAD Benešov CŠAD Benešov              |

### Fietsroutes
Er lopen twee fietsroutes door de gemeente:
- 0071 Čechtice - Podměstský Mlýn - Trhový Štěpánov;
- 0083 Dolní Kralovice - Tomice - Křivsoudov.

### Wandelroutes
Er loopt één wandelroute door de gemeente:
- Groen: Trhový Štěpánov - Keblov - Děkanovice - Snět

## Bezienswaardigheden
- Multifunctioneel gemeentehuis, gebouwd in 1901 in neorenaissancestijl,[5] met twee verdiepingen: op de begane grond een restaurant en op de eerste verdieping het gemeentehuis, een vergaderzaal en bibliotheek;
- Herenhuis in renaissancestijl op het stadsplein;[6]
- Kerk van de Geboorte van de Maagd Maria, daterend uit de 13e eeuw, met elementen uit andere stijlperioden door restauraties en wederopbouw door de eeuwen heen;[7]
- Standbeeld van Sint-Johannes van Nepomuk op het stadsplein;
- Stenen brug uit 1844 over een naamloze beek.

## Galerij

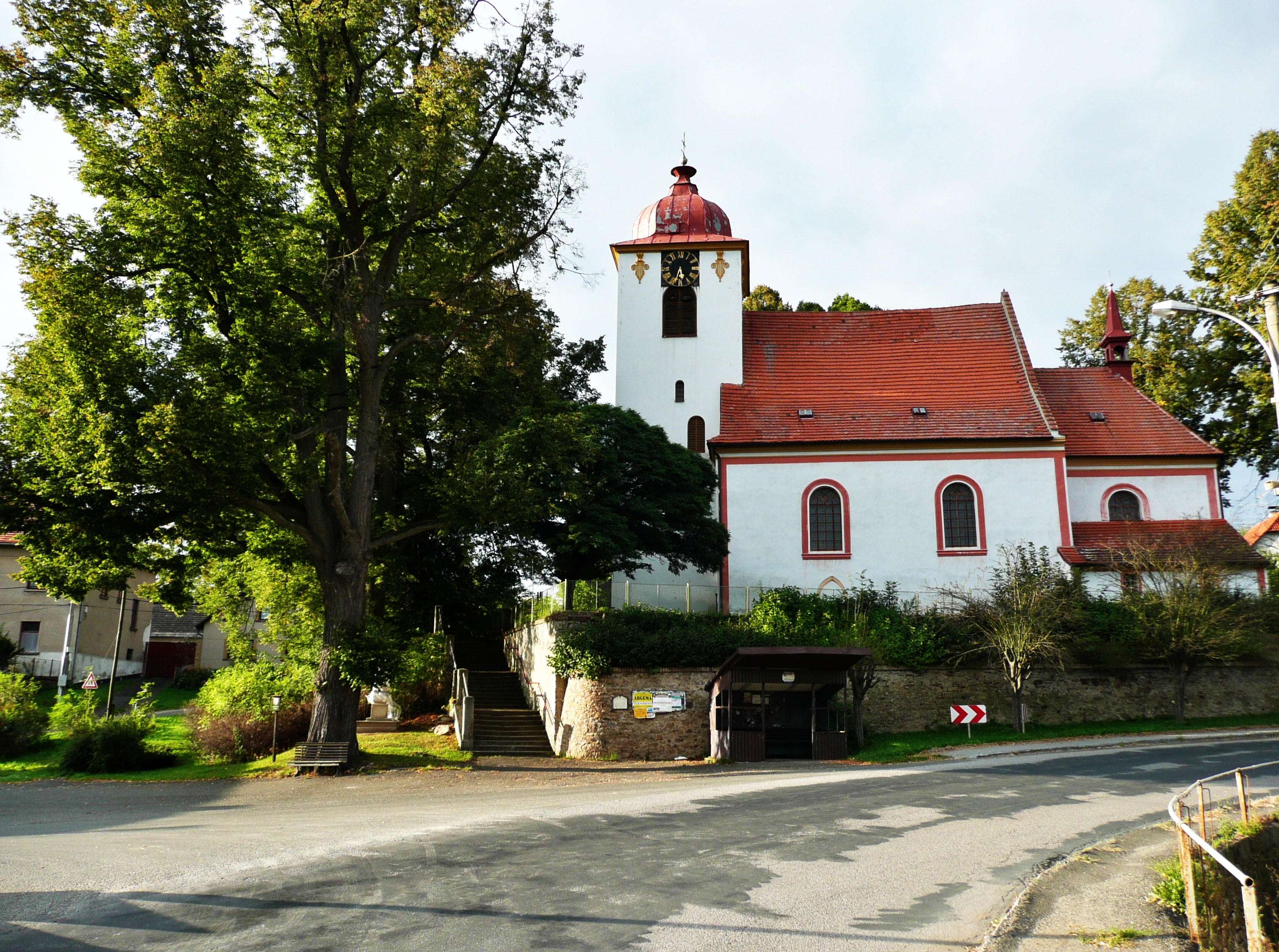
Kerk van de Geboorte van de Maagd Maria (2012)
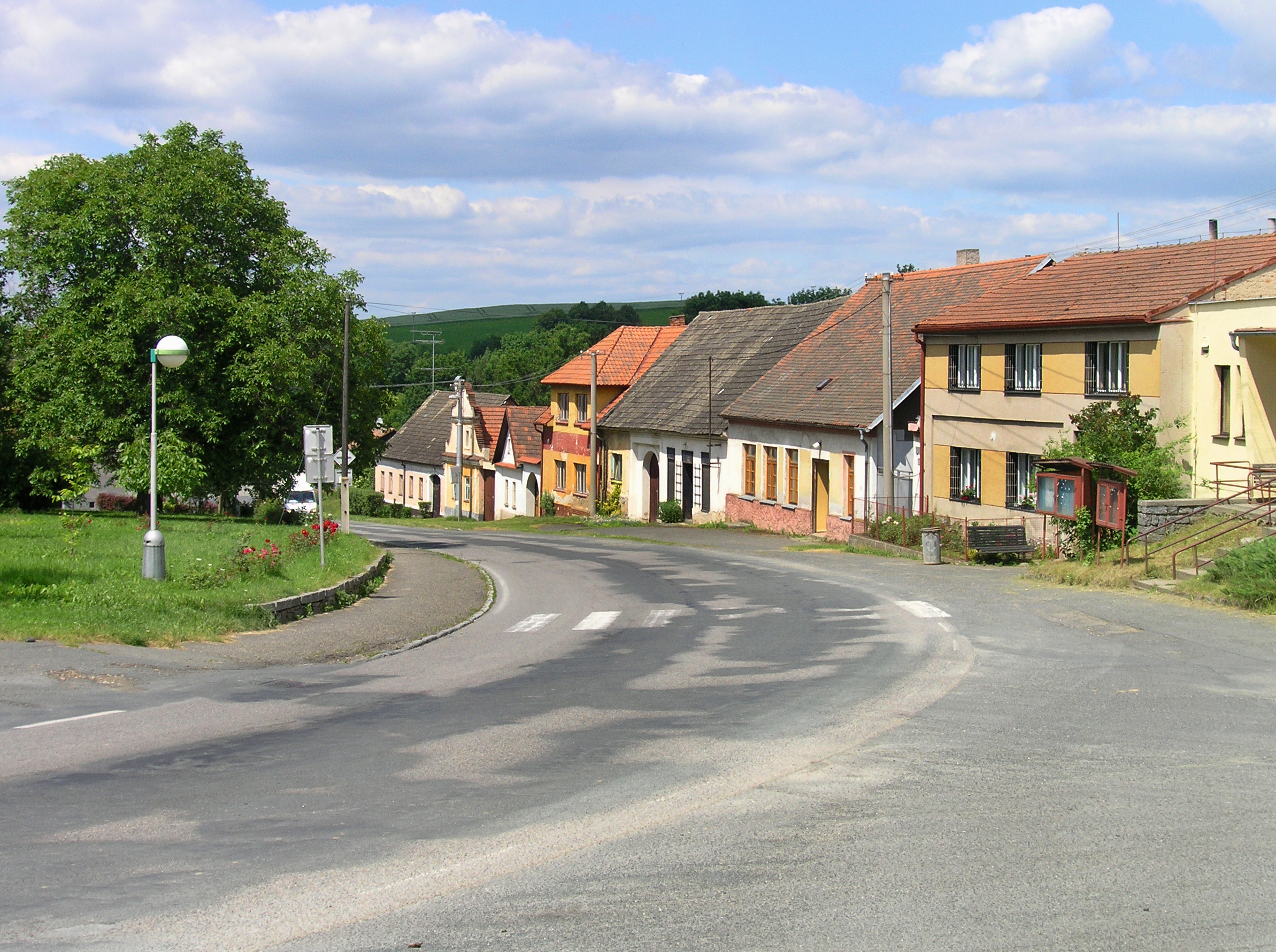
Huizen nabij het stadsplein (2010)
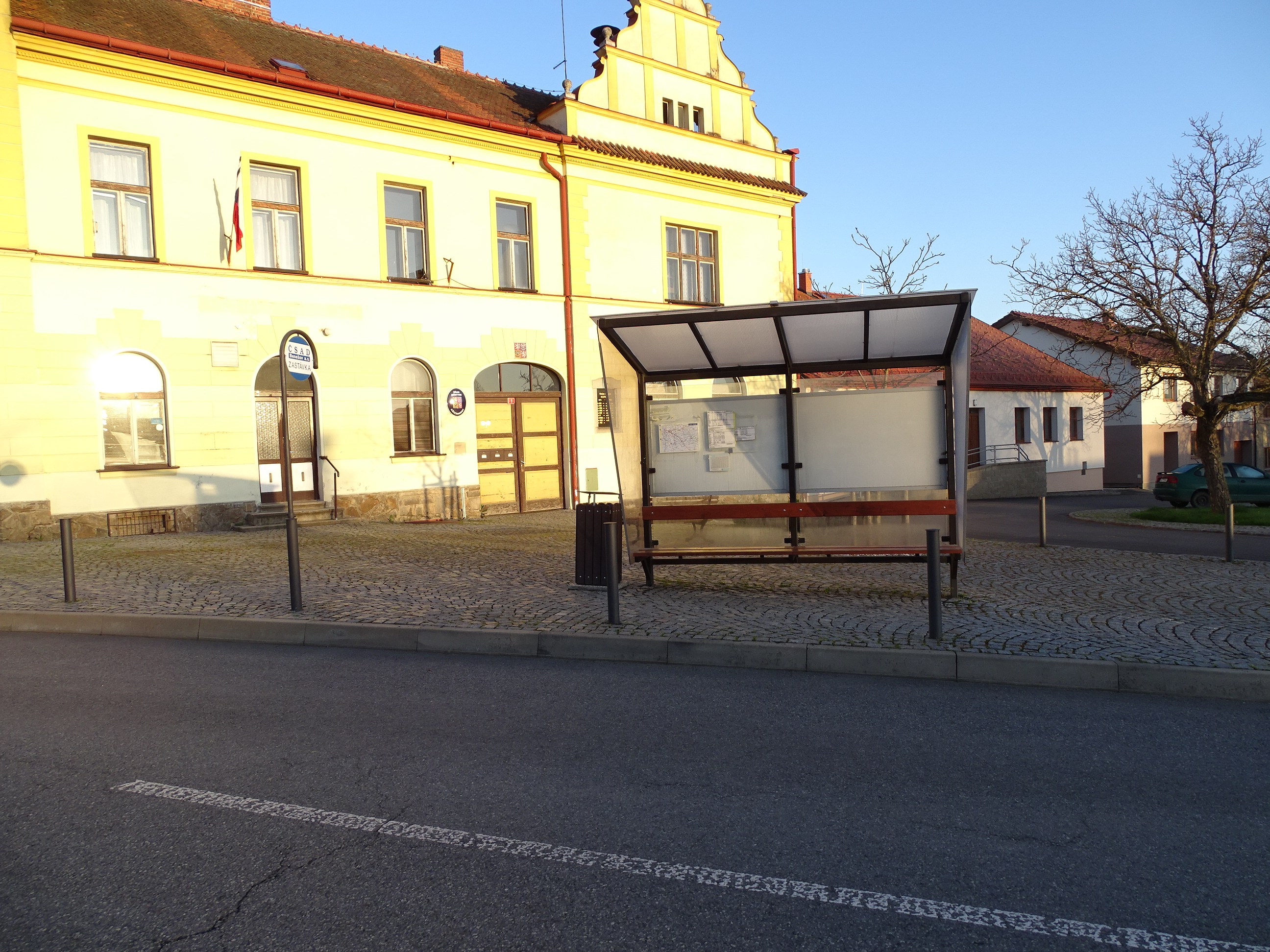
Bushalte bij het gemeentehuis (2023)
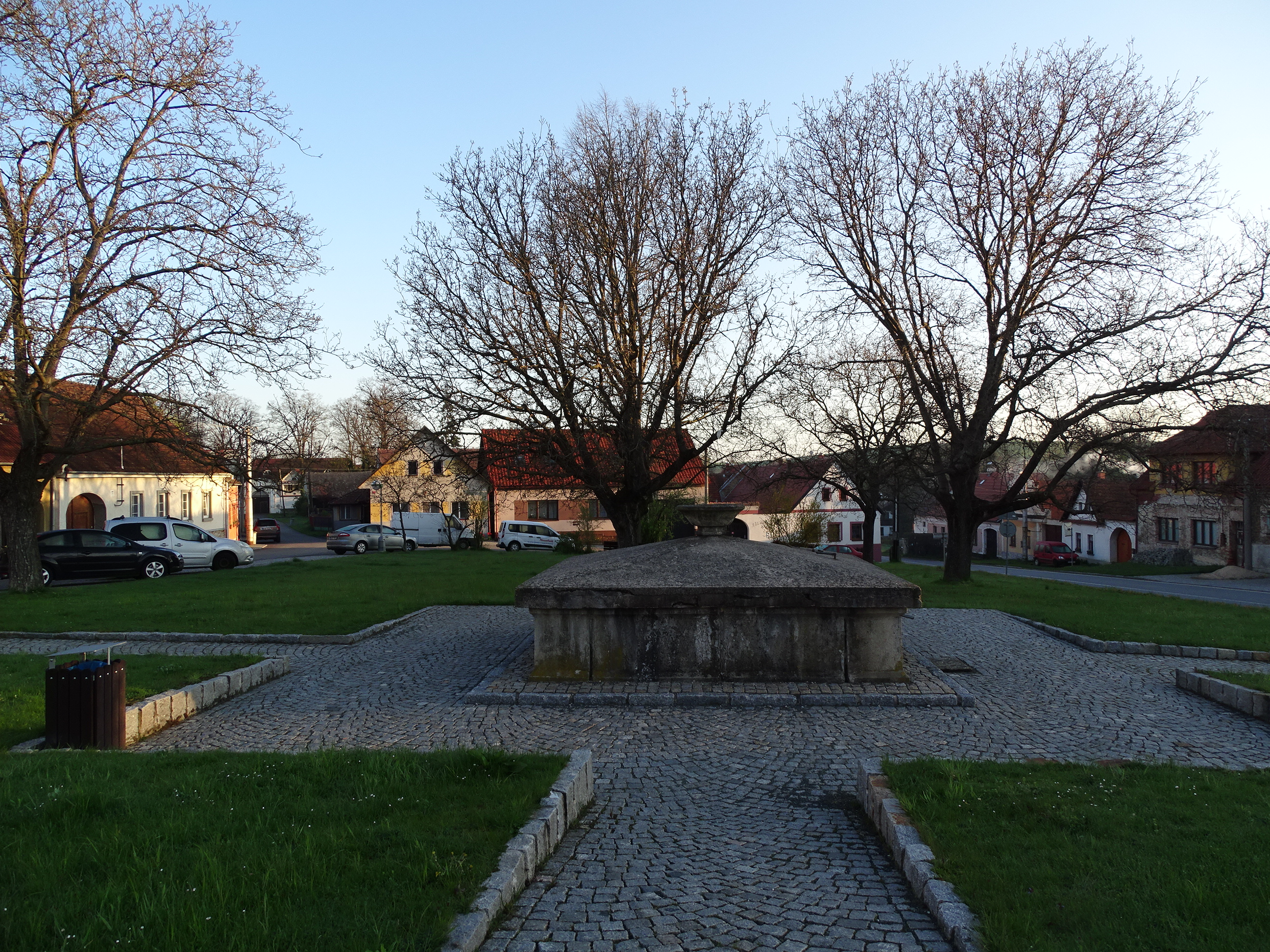
Fontein op het stadsplein (2023)